# Casino de París
Casino de París (títol original en francès: Casino de Paris) és una pel·lícula franco-italiano-alemanya d'André Hunebelle, estrenada el 1957. Ha estat doblada al català.

## Argument[2]
En Catherine Miller, una vedette del Casino de París, s'hi fixa Alexandre Gordy, un autor que vol fer-la interpretar en la seva pròxima peça. Catherine s'instal·la llavors, amb la seva família, a casa de Gordi a la Costa Blava. Jacques Merval, el secretari de Gordi, però també el verdader autor de les últimes obres de Gordy, farà de manera que torni al music-hall.

## Repartiment
- Gilbert Bécaud: Jacques Merval
- Caterina Valente: Catherine Miller
- Vittorio De Sica: Alexandre Gordy
- Grethe Weiser: la mare de Catherine
- Grégoire Aslan: Mario
- Rudolf Vogel: el pare de Catherine
- Fritz Lafontaine: majordom
- Roland Kaiser: Peter, el germà de Catherine
- Véra Valmont: Belinda
- Richard Allan: El ballarí
- Bluebell Girls
- Peter Michael Brink: Lulu, el germà de Catherine
- Van Doude: El pianiste
- Silvio Francesco: Francesco, el germà de Catherine
- Don Lurio: Clown

## Cançons del film
- Interpretades per Gilbert Bécaud
  - La machine a écrire
  - Square Sevrine
  - El metge
  - Incroyablement
  - Filles et garçons